# August Spieß
August Christian Friedrich Spieß (* 8. März 1815 in Okriftel; † 26. Juni 1893 in Wiesbaden) war ein deutscher Heimatforscher. Er ist Autor einer Reihe von Schriften zur Landesgeschichte des Herzogtums Nassau.

## Leben
Spieß wurde als Sohn eines Pfarrers geboren. Er besuchte das Gymnasium Philippinum in Weilburg, das er 1834 mit dem Abitur abschloss. Im Anschluss studierte er Philologie an der Universität Göttingen und wurde dort Mitglied des Corps Nassovia.
Seine pädagogische Laufbahn begann er als Privatlehrer in Braubach und Rüdesheim. Später war er Gymnasiallehrer in Weilburg, ab 1839 Kollaborator und ab 1841 Konrektor am Pädagogium in Dillenburg. 1848 wurde er Gymnasiallehrer (1851 Professor) in Wiesbaden. Von 1862 bis 1874 war er Rektor des Pädagogiums in Dillenburg, 1874 bis zum Eintritt in den Ruhestand 1886 war er Direktor des Gymnasiums in Dillenburg.
Von 1887 bis 1890 war Spieß Direktor des Vereins für nassauische Altertumskunde und Geschichtsforschung.

## Auszeichnungen
1874 wurde Spieß zum Ehrenbürger der Stadt Dillenburg ernannt. Er war Inhaber des preußischen Roten Adlerordens IV. Klasse und des Offizierskreuzes des Königlich niederländischen Ordens der Eichenkrone.

## Familie
August Spieß heiratete 1842 Amalie Stifft (1820–1893), eine Tochter des Kirchenrats Johann Henrich Stift, Hofprediger des Fürsten Wilhelm zu Oranien-Nassau, und dessen Ehefrau Caroline Pagenstecher. Aus der Ehe gingen fünf Töchter und zwei Söhne hervor.

## Werke
- Das Lahnthal von seinem Ursprung bis zur Ausmündung nebst seiner nächsten Umgebung. L. J. Kirchberger, Dillenburg 1866.
- Das Dillenburger Schloss. Seel, Dillenburg 1869.